# أنتوني هرنانديز
أنتوني هرنانديز (بالإسبانية: Anthony Hernández)‏ هو لاعب كرة قدم كوستاريكي، ولد في 2001.

## وصلات خارجية
- أنتوني هرنانديز على موقع قاعدة بيانات كرة القدم.إي يو (الإنجليزية)
- أنتوني هرنانديز على موقع ناشيونال فوتبول تيمز (الإنجليزية)
- أنتوني هرنانديز على موقع Soccerway.com (الإنجليزية)
- أنتوني هرنانديز على موقع عالم كرة القدم.نت (الإنجليزية)